# Opan
Opan (bulgariska: Опан) är en ort i Bulgarien.   Den ligger i kommunen Obsjtina Opan och regionen Stara Zagora, i den centrala delen av landet, 200 km öster om huvudstaden Sofia. Opan ligger 171 meter över havet och antalet invånare är 525.
Terrängen runt Opan är platt. Runt Opan är det glesbefolkat, med 18 invånare per kvadratkilometer.. Närmaste större samhälle är Glbovo, 15,4 km sydost om Opan.
Trakten runt Opan består till största delen av jordbruksmark.